# Capitole de l'État du Texas
Le Capitole de l'État du Texas est le siège de la législature d'État du Texas (Sénat et Chambre des représentants) et des bureaux du gouverneur du Texas. Il est situé dans la ville d'Austin, capitale du Texas.
Dessiné par Elijah E. Myers, il fut construit entre 1882 et 1888 sous la direction de l'ingénieur Reuben Lindsay Walker. Une extension souterraine d'un coût de 75 millions de dollars fut achevée en 1993.
Le bâtiment fait partie des Recorded Texas Historic Landmarks depuis 1964 et a été ajouté au Registre national des lieux historiques en 1970. Il est reconnu comme National Historic Landmark en 1986.